# 青木孝夫
青木孝夫（1961年12月20日—）是日本栃木县矢板市出身的漫画家。爱好是睡觉、兜风与电影鉴赏。代表作有战斗陀螺等。

## 作品

### 快乐快乐月刊
- 特攻!!Zoids少年队（1989，全2卷，已完结）

- 魔神英雄传外传 魔界突入物语（1990，全1卷，已完结，青文出版社代理）

- 魔神英雄传2 魔神开发大作战（1990～1991，全2卷，已完结，青文出版社代理）

- 灵界教室（1992～1993，已完结，全2卷，青文出版社代理）

- 迷你四驱斗士V（1995～1999，全8卷，已完结）

- （全1卷，已完结）

- 战斗陀螺（2000年～2002年，已完结，全14卷，青文出版社代理）

- （已完结，全2卷）

### 别册快乐快乐月刊
- 世界奇異怪談-X領域(世にも奇怪な物語 Xゾーン第1~3卷發售中，未完结，青文出版社代理)

### 
- Mr. Maric超魔术侦探团（第1卷发售中，未完结）

### 其他
- 假面骑士ZO（于1993年2月号-11月号连载）

## 相关链接
日本漫画家列表